# Пресат
Пресат (њем. Pressath) град је у њемачкој савезној држави Баварска. Једно је од 38 општинских средишта округа Нојштат ан дер Валднаб. Према процјени из 2010. у граду је живјело 4.510 становника. Посједује регионалну шифру (AGS) 9374149.

## Географски и демографски подаци
Пресат се налази у савезној држави Баварска у округу Нојштат ан дер Валднаб. Град се налази на надморској висини од 435 метара. Површина општине износи 66,3 km². У самом граду је, према процјени из 2010. године, живјело 4.510 становника. Просјечна густина становништва износи 68 становника/km².